# Alfred (New York)
Alfred è un comune degli Stati Uniti d'America, situato nello Stato di New York, nella contea di Allegany.